# 大禹節水
甘肅大禹節水集團股份有限公司，簡稱甘肅大禹節水集團股份、甘肅大禹節水集團、甘肅大禹節水，以及大禹節水（GanSu DaYu Water-saving Co., Ltd.，深交所：300021），於2000年由王栋（董事長）創立前身為「酒泉地区大禹节水灌溉设备有限责任公司」、「酒泉大禹节水设备有限责任公司」、「甘肃大禹节水有限责任公司」，以及「甘肅大禹節水股份有限公司」。
現時業務在國內經營研发、制造、销售与节水灌溉工程设计、施工、服务，招股價為14元人民幣，發行新股為1,800万股，而集資額為2.52億元人民幣，股份則在2009年10月30日於深圳證券交易所創業板上市。
總部位於甘肃省酒泉市解放路290号。

## 連結
- DYJS.com（页面存档备份，存于）